# Фортеця Ієрапетра
Фортеця Ієрапетра — венеційська  фортеця в місті Ієрапетрі на грецькому острові Крит. 

## Історія
Фортеця розташована в південній частині міста біля гавані. Укріплення побудовані в XIII  столітті. За однією версією її побудували венеційці, а за іншою спочатку її у 1212 році побудував генуезький пірат Енріко Пескаторе, який згодом продав її венеційцям. У 1508 році землетрус, який відбувся на острові, значно пошкодив укріплення, проте згодом як і багато інших острівних укріплень в цьому регіоні, фортецяв 1626 році була відновлена. В 1647 році османи захопили фортецю, як і острів загалом. Вони посилили міські укріплення, збудувавши міські стіни та відремонтували фортецю в 1866-1869 роках. Ці та інші укріплення, збудовані турками (понад 150) у цей період використовувались для протидії Грецькій революції.
Пізніші міські стіни були знесені греками, після здобуття незалежності.

## Архітектура
Невелика фортеця прямокутна в плані з вежами на кожному розі. Мури фортеці досить низькі з зубцями простягаються зі сходу на захід на 50 метрів та з півночі на південь на 25 метрів. Під валами в середині стін були розташовані казарми, а в центрі розташовувалась цистерна для води.

## Див також
- Фортеця Аптери
- Кулес (Іракліон)
- Касарма (Сітія)
- Фортеця Спіналонга;
- Франгокастелло